# Tilloforma bicolor
Tilloforma bicolor är en skalbaggsart som beskrevs av Mckeown 1945. Tilloforma bicolor ingår i släktet Tilloforma och familjen långhorningar. Inga underarter finns listade i Catalogue of Life.